# Ole Selnæs
Ole Kristian Selnæs (Trondheim, 7 de julho de 1994) é um futebolista norueguês que atua como volante. Atualmente defende o Rosenborg.

## Carreira
Ole Selnæs começou a carreira no Rosenborg BK.